# حنوت-وجبو
| W10 · t | V25 | w | M11 · Z2 |

| W10 · t | V25 | w | M11 · Z2 |

حنوت-وجبو (انگلیسی: Henut-wedjebu) یک زن نجیب‌زاده در مصر باستان در دوران دودمان هجدهم مصر و حکمرانی فرعون آمنهوتپ سوم یا فرعون آخناتون بود. پژوهشگران او را از مقبرهٔ دست‌نخورده‌اش در شيخ عبدالقرنه در تِبِس در مصر علیا می شناسند که در سال ۱۸۹۶ توسط مصرشناس فرانسوی ژرژ دارسی کشف شد. در همان سال، تابوت و مومیایی حنوت-وجبو توسط چارلز پارسونز خریداری و به دانشگاه واشینگتن در سنت لوئیس هدیه داده شد. امروزه تابوت او در «موزه هنر سنت لوئیس» در معرض نمایش است.

## زندگی
حنوت-وجبو (Ḥnw.t-wḏbw) القاب «سرودخوان آمون» و «بانوی خانه» را داشت. نام او به معنی «بانوی کناره‌های رودخانه» است. سانجیو بهالا، رادیولوژیست، می‌گوید که او احتمالاً در زندگی واقعی زیبارو بوده است، با «صورتی باریک و گونه‌هایی برجسته». دندان‌های او در وضعیت خوبی هستند. او ممکن است بر اثر عفونت فوت کرده باشد، زیرا نشانه‌هایی از کلسیفیکاسیون در غدد لنفاوی و جای زخم در ریه‌هایش وجود دارد. جمجمه او پس از مرگ، احتمالاً در حین مومیایی کردن، شکسته و برخی از مفاصل دررفته بودند.
مومیایی او هرگز باز نشده است. سی‌تی‌اسکن‌ها نشان می‌دهند که مغز، قلب و ریه‌های او در حین مومیایی کردن برداشته نشده‌اند. اشیاء کوچکی که در اسکن‌ها در اطراف سر او دیده می‌شوند، مهره‌هایی هستند که به یک کلاه گیس بزرگ متصل شده‌اند؛ سایر پیشنهادها شامل کفن منجوق‌دار یا ماده مومیایی کردن است.